# Юн Вин
Жун Хун (кит. трад. 容閎, пиньинь Róng Hóng, 1828—1912), чьи фамилия и имя на кантонском диалекте звучали как
Юн Вин (англ. Yung Wing) — первый китайский выпускник американского университета (Йельский университет), а также первый китайский чиновник, совершивший кругосветное путешествие. Активный деятель реформ Тунчжи, а также сторонник реформ 1898 года.

## Биография
Выходец из бедной семьи в Макао, учился в миссионерской школе Роберта Моррисона (1782—1834), совершил первое путешествие в США в 1847.
В 1859 был приглашён ко двору христианского императора-повстанца Хун Сюцюаня.
В 1863 командирован Цзэн Гофанем на Запад для закупки оборудования по модернизации китайского военного арсенала.
Выступил с инициативой организации первой партии китайских студентов за рубежом. См. en:Chinese Educational Mission, 1872-81.